# Matthieu Hartley
Matthieu Hartley (Smallfield, 4 febbraio 1960) è un tastierista inglese famoso per essere stato membro dei Cure nel 1980.
Originario del Surrey come gran parte dei membri dei Cure, il suo ingresso, contemporaneo a quello del bassista Simon Gallup, ha determinato l'introduzione di nuove sonorità, dilatando quel sound secco e minimale che fino ad allora aveva caratterizzato la band. Con loro due i Cure hanno iniziato ad utilizzare le tastiere come quarto strumento e, malgrado la marginalità tecnica, le atmosfere create con semplici frasi e tappeti sonori sono così entrate a far parte del loro immaginario musicale (come il classico A Forest).
La collaborazione di Hartley è però durata circa un anno, il tempo di incidere Seventeen Seconds e il tour collegato, a causa di divergenze di vedute con Smith (l'aneddotica racconta che il tastierista avrebbe considerato Smith come un vecchio hippy al quale piacevano i Pink Floyd e Jimi Hendrix e che avrebbe voluto inserirsi da protagonista con assoli di tastiera che il leader del gruppo non avrebbe mai accettato).
Nel 1982 si è unito per breve tempo con i Fools Dance di Simon Gallup senza però registrare alcun album. Dopo aver suonato con varie altre band locali, nel 1983 lascia l'industria musicale.
Attualmente Matthieu Hartley è impegnato come bassista nel gruppo britannico Power pop The Speak.